# Prochaetostricha
Prochaetostricha is een geslacht van vliesvleugeligen uit de familie Trichogrammatidae. De wetenschappelijke naam van dit geslacht is voor het eerst geldig gepubliceerd in 1981 door Lin.

## Soorten
Het geslacht Prochaetostricha is monotypisch en omvat slechts de volgende soort:
- Prochaetostricha monticola Lin, 1981